# Phyllachora ammophilae
Phyllachora ammophilae är en svampart som beskrevs av Orton 1944. Phyllachora ammophilae ingår i släktet Phyllachora och familjen Phyllachoraceae.   Inga underarter finns listade i Catalogue of Life.